# Liste der denkmalgeschützten Objekte in Karrösten
Die Liste der denkmalgeschützten Objekte in Karrösten enthält die 7 denkmalgeschützten, unbeweglichen Objekte der Tiroler Gemeinde Karrösten.

## Denkmäler
| Foto |                 | Denkmal                                                                                                   | Standort                                      | Beschreibung | Metadaten |
| ---- | --------------- | --- | --------------------------------------------- | --- | --- |
| ja   | Datei hochladen | Romedikapelle/Rochuskapelle HERIS-ID: 4315 Objekt-ID: 158 TKK: 20043                                      | bei Brennbichl 41 Standort KG: Karrösten      | Spätgotische Kapelle mit Bild des heiligen Rochus beim Romedihof. | BDA-Hist.: Q37847775 Status: Bescheid Stand der BDA-Liste: 2025-06-30 Name: Romedi Kapelle/Rochus Kapelle GstNr.: .121 Romedikapelle Brennbichl             |
| ja   | Datei hochladen | Romedihof, ehem. Knappengericht HERIS-ID: 4314 Objekt-ID: 157 TKK: 20041                                  | Brennbichl 41 Standort KG: Karrösten          | Gebäude aus dem 16./17. Jahrhundert mit einer Ecklaube. | BDA-Hist.: Q37847503 Status: Bescheid Stand der BDA-Liste: 2025-06-30 Name: Romedihof, ehem. Knappengericht GstNr.: 975/1 Romedihof Brennbichl              |
| ja   | Datei hochladen | Kapelle Unser Herr im Elend HERIS-ID: 4309 Objekt-ID: 152 TKK: 20042                                      | bei Brennbichl 101 Standort KG: Karrösten     | Barocke Kapelle mit kleeblattförmigem Grundriss und Zwiebelhelm. | BDA-Hist.: Q37846225 Status: Bescheid Stand der BDA-Liste: 2025-06-30 Name: Kapelle Unser Herr im Elend GstNr.: .111 Kapelle Unser Herr im Elend, Karrösten |
| ja   | Datei hochladen | Expositurkirche hll. Magdalena und Nikolaus und Friedhof HERIS-ID: 4308 Objekt-ID: 151 TKK: 20013, 115622 | bei Kirchweg 5 Standort KG: Karrösten         | 1770 neu erbaute Barockkirche mit Wandmalereien. Der die Kirche umgebende Friedhof wurde urkundlich erst 1931 angelegt. Anmerkung: Außerhalb der historischen Friedhofsmauer erfolgte um 2000 eine Erweiterung nach Nordosten (mit Urnenwand), dieser Teil des Friedhofs steht nicht unter Denkmalschutz.                     | BDA-Hist.: Q19971261 Status: § 2a Stand der BDA-Liste: 2025-06-30 Name: Expositurkirche hll. Magdalena und Nikolaus und Friedhof GstNr.: .1, 250            |
| ja   | Datei hochladen | Königskapelle HERIS-ID: 4311 Objekt-ID: 154 TKK: 20044                                                    | Königskapelle Standort KG: Karrösten          | 1855 erbaute neugotische Kapelle zur Erinnerung an den hier 1854 verunglückten König Friedrich August II. von Sachsen. Die Planung stammt vom Imster Baumeister Josef Rokita, das Wappen über dem Portal aus der Werkstatt von Johann Grissemann.                                                                             | BDA-Hist.: Q15824810 Status: Bescheid Stand der BDA-Liste: 2025-06-30 Name: Königskapelle GstNr.: .127/1 Königskapelle Karrösten                            |
| BW   | Datei hochladen | Friedhofskapelle HERIS-ID: 4310 Objekt-ID: 153 TKK: 29325                                                 | gegenüber Obergasse 12 Standort KG: Karrösten | Die um 1931 erbaute Friedhofskapelle nördlich der Kirche ist ein würfelförmiger Mauerbau mit Vorhalle auf Holzpfeilern und Walmdach. Die Fassaden sind mit gerader Putzgliederung an den Gebäudekanten und Maueröffnungen gestaltet.                                                                                          | BDA-Hist.: Q37846449 Status: § 2a Stand der BDA-Liste: 2025-06-30 Name: Friedhofskapelle GstNr.: .169                                                       |
| BW   | Datei hochladen | Kriegergedächtniskapelle HERIS-ID: 4312 Objekt-ID: 155 TKK: 20056                                         | Standort KG: Karrösten                        | Die Kriegergedächtniskapelle am Fuß des Grombichls wurde um 1950 errichtet. Der offene, gemauerte Nischenbildstock mit kleiner Vorhalle auf Holzsäulen hat ein schindelgedecktes Satteldach mit gemauertem Dachreiter. An der Nischenwand befinden sich Tafeln mit den Namen der Gefallenen und Vermissten beider Weltkriege. | BDA-Hist.: Q37846913 Status: § 2a Stand der BDA-Liste: 2025-06-30 Name: Kriegergedächniskapelle GstNr.: 1027/1                                              |